# Jesús Molina
Jesús Antonio Molina Granados (Hermosillo, 29 de marzo de 1988) es un exfutbolista mexicano que se desempeñaba como mediocampista. Su último equipo fue el Club Universidad Nacional de la Primera División de México.

## Trayectoria

### Inicios
Comenzó su carrera con los Búhos de Hermosillo, con quienes consiguió el campeonato de la Tercera División de México en el 2006.

### Tigres UANL
En el 2007 fue contratado por los Tigres de la UANL y rápidamente recibió la oportunidad de debutar en primera división de la mano de Américo Gallego. 
Debutó el 24 de agosto de 2007 en la derrota de su equipo ante los Tiburones Rojos de Veracruz. Anotó su primer gol como profesional el 9 de mayo de 2009 en el empate a un gol en contra de Monarcas Morelia, con este tanto ayudó a la permanencia de Tigres en el máximo circuito mexicano. Su primer partido internacional fue el 23 de junio de 2009 en la SuperLiga Norteamericana 2009, anotó un gol en la competencia y logró el campeonato al derrotar en la final al Chicago Fire. A partir del Torneo Clausura 2009, Molina se hizo de un puesto titular en el equipo universitario. El Torneo Bicentenario 2010 fue uno de los mejores torneos de Molina con el equipo, al anotar seis goles en 13 partidos, terminando así como goleador del equipo por encima de jugadores como Itamar Batista y Lucas Lobos.

### Club América
En el draft de junio de 2011 se hizo oficial su traspaso al Club América de cara al Torneo Apertura 2011. Debutó con las águilas el 24 de julio en la victoria ante Querétaro Fútbol Club. Su primer gol como americanista fue el 25 de febrero de 2012 en la victoria de su equipo 0-4 ante el Club de Fútbol Atlante. El 7 de agosto de 2013 disputó su primer partido en la Concacaf Liga Campeones, cuando el América derrotó de visitante al Sporting San Miguelito. Consiguió su primer título de campeón el 26 de mayo de 2013 cuando el América derrotó al Cruz Azul en la final del fútbol mexicano. Molina fue expulsado al minuto 13 por una falta sobre Pablo Barrera. Poco más de un año después logró su segundo campeonato al derrotar en la final al equipo que le dio la oportunidad de jugar en el fútbol profesional, los Tigres.

### Club Santos Laguna
Un día después de obtener el campeonato, se hizo oficial su traspaso al Club Santos Laguna junto con Luis Ángel Mendoza, su compañero de equipo. Su primer partido con los "Guerreros" fue el 17 de enero de 2015 durante la segunda jornada del torneo en la derrota ante Cruz Azul, y su primer gol lo anotó una jornada después en la victoria por goleada de su equipo contra el Monterrey. El 31 de mayo de 2015 logró el bicampeonato como jugador, cuando su equipo derrotó en la final del Clausura 2015 al Querétaro por marcador global de 5-3. Fue elegido para formar parte del once ideal del torneo.

### Club de Fútbol Monterrey
En diciembre de 2016, se especulaba su regreso al Club América, pero el Club de Fútbol Monterrey oficializó su llegada por 4 millones de dólares siendo el primer refuerzo de cara al Clausura 2017.

### Club Deportivo Guadalajara
Se hizo oficial su traspaso al Club Deportivo Guadalajara en una conferencia de prensa el 27 de diciembre de 2018, convirtiéndose en el quinto refuerzo de cara al Clausura 2019, se convirtió en uno de los muy pocos jugadores en jugar con el Club Deportivo Guadalajara y Club América. Debutó con los rojiblancos el 5 de enero de 2019 en la victoria ante el Club Tijuana. El 17 de septiembre de 2019, Chivas confirma que Molina portaría el gafete de Capitán. Al término del torneo apertura 2022, el equipo tapatío lo dejó libre.

### Club Universidad Nacional
Cuando parecía que en el torneo clausura 2023 se iba a quedar sin jugar, el Club Universidad Nacional lo contrató como agente libre. El 3 de enero de 2023 los Pumas anunciaron por redes sociales su fichaje.

## Selección nacional

### Selección absoluta
| Club               | Paísdebi | PJ | Goles | Periodo     |
| ------------------ | -------- | -- | ----- | ----------- |
| Selección Mexicana | México   | 30 | 0     | 2010 - 2024 |

Fue convocado por primera vez a la Selección Mexicana el 11 de marzo de 2010 por Javier Aguirre.
Debutó con la selección el 17 de marzo del 2010 en la victoria ante Corea del Norte por marcador de 2-1 en Torreón. En el 2011 jugó dos partidos amistosos ante Polonia y Serbia. El siguiente año de nueva cuenta solo tuvo participación en dos partidos amistosos; esta vez contra Venezuela y Gales.
Fue convocado por José Manuel de la Torre a la Copa Confederaciones 2013, pero Molina permaneció en las reservas del equipo y no logró tener actividad en ninguno de los partidos disputados. Con la llegada de Miguel Herrera logró participar uno de los partidos de repesca mundialista ante Nueva Zelanda el 13 de noviembre de 2013, en el cual entró de cambio en el segundo tiempo en lugar de Oribe Peralta. Al final del año registró tres participaciones con la selección.
Fue preseleccionado para disputar la Copa de Oro de la Concacaf 2015, pero quedó fuera de la lista definitiva de 23 jugadores. En el 2016 fue convocado por Juan Carlos Osorio y volvió a disputar un partido con la selección después de tres años de no hacerlo. Fue convocado para disputar la Copa América Centenario. El 8 de junio de 2017, fue convocado por Juan Carlos Osorio en la lista pre-liminar de 40 jugadores de la Selección Mexicana. El 28 de junio de 2017 queda en la lista final de 23 jugadores que representara a México en la Copa Oro de la Concacaf 2017.

### Participación con Selección
| Competición                     | Categoría | Sede           | Resultado        |
| ------------------------------- | --------- | -------------- | ---------------- |
| Copa FIFA Confederaciones 2013  | Absoluta  | Brasil         | Primera fase     |
| Copa América Centenario         | Absoluta  | Estados Unidos | Cuartos de final |
| Copa de Oro de la Concacaf 2017 | Absoluta  | Estados Unidos | Semifinales      |

## Estadísticas
Actualizado al último partido jugado el 10 de febrero de 2022.
| C. F. Tigres UANL · México |               |               |     |    |    |   |    |     |     |    |
| 1ª | 2007-08       | 9             | 0   | -  | -  | - | -  | 9   | 0   |    |
| 1ª | 2008-09       | 30            | 1   | 3  | 0  | - | -  | 33  | 1   |    |
| 1ª | 2009-10       | 30            | 7   | 2  | 0  | 4 | 1  | 36  | 8   |    |
| 1ª | 2010-11       | 28            | 2   | -  | -  | - | -  | 28  | 2   |    |
| Total club | Total club    | 97            | 10  | 5  | 0  | 4 | 1  | 106 | 11  |    |
| C. América · México |               |               |     |    |    |   |    |     |     |    |
| 1ª | 2011-12       | 36            | 2   | -  | -  | - | -  | 36  | 2   |    |
| 1ª | 2012-13       | 40            | 3   | 3  | 0  | - | -  | 43  | 3   |    |
| 1ª | 2013-14       | 30            | 1   | -  | -  | 3 | 0  | 33  | 1   |    |
| 1ª | 2014          | 20            | 0   | -  | -  | 2 | 0  | 22  | 0   |    |
| Total club | Total club    | 126           | 6   | 3  | 0  | 5 | 0  | 134 | 6   |    |
| C. Santos Laguna · México |               |               |     |    |    |   |    |     |     |    |
| 1ª | 2015          | 21            | 2   | 2  | 0  | - | -  | 23  | 2   |    |
| 1ª | 2015-16       | 34            | 1   | -  | -  | 8 | 0  | 42  | 1   |    |
| 1ª | 2016          | 17            | 1   | 2  | 0  | - | -  | 19  | 1   |    |
| Total club | Total club    | 72            | 4   | 4  | 0  | 8 | 0  | 84  | 4   |    |
| C. F. Monterrey · México |               |               |     |    |    |   |    |     |     |    |
| 1ª | 2017          | 18            | 2   | 4  | 0  | - | -  | 22  | 2   |    |
| 1ª | 2017-18       | 32            | 2   | 11 | 0  | - | -  | 43  | 2   |    |
| 1ª | 2018          | 12            | 0   | 9  | 0  | - | -  | 21  | 0   |    |
| Total club | Total club    | 62            | 4   | 24 | 0  | 0 | 0  | 86  | 4   |    |
| C. D. Guadalajara · México |               |               |     |    |    |   |    |     |     |    |
| 1ª | 2019          | 16            | 0   | 1  | 0  | - | -  | 17  | 0   |    |
| 1ª | 2019-20       | 28            | 3   | 0  | 0  | - | -  | 28  | 3   |    |
| 1ª | 2020-21       | 37            | 5   | -  | -  | - | -  | 37  | 5   |    |
| 1ª | 2021-22       | 14            | 0   | -  | -  | - | -  | 14  | 0   |    |
| Total club | Total club    | 95            | 8   | 1  | 0  | 0 | 0  | 96  | 8   |    |
| C. Universidad Nacional · México |               |               |     |    |    |   |    |     |     |    |
| 1ª | 2023          | 14            | 0   | -  | -  | - | -  | 14  | 0   |    |
| Total club | Total club    | 14            | 0   | 0  | 0  | 0 | 0  | 14  | 0   |    |
| Total carrera | Total carrera | Total carrera | 466 | 32 | 37 | 0 | 17 | 1   | 520 | 33 |
| (1)Incluye datos de la Copa México e InterLiga (2012, 2014, 2017, 2018) (2009, 2010) (2)Incluye datos de la SuperLiga Norteamericana (2009) y Concacaf Liga Campeones (2013-14, 2014-15, 2015-16) |               |               |     |    |    |   |    |     |     |    |

### Resumen estadístico
| Competencia           | Partidos | Goles |
| --------------------- | -------- | ----- |
| Liga                  | 278      | 19    |
| Copas nacionales      | 10       | 0     |
| Copas internacionales | 17       | 1     |
| Selección de México   | 18       | 0     |
| Total                 | 323      | 20    |

## Palmarés

### Campeonatos nacionales
| Título               | Equipo        | País   | Año  |
| -------------------- | ------------- | ------ | ---- |
| Liga MX              | América       | México | 2013 |
| Liga MX              | América       | México | 2014 |
| Liga MX              | Santos Laguna | México | 2015 |
| Campeón de Campeones | Santos Laguna | México | 2015 |
| Copa MX              | Monterrey     | México | 2017 |

### Campeonatos internacionales
| Título                   | Equipo      | País           | Año     |
| ------------------------ | ----------- | -------------- | ------- |
| SuperLiga Norteamericana | Tigres UANL | Estados Unidos | 2009    |
| Concacaf Liga Campeones  | América     | Canadá         | 2014-15 |

### Distinciones individuales
| Distinción                                  | Año    |
| ------------------------------------------- | ------ |
| Once Ideal de la Primera División de México | C-2015 |